# Албански језик
Албански језик (алб. gjuha shqipe), у старијим наводима још и арнаутски језик или шиптарски језик, је индоевропски језик, који сам представља једну грану ове породице језика. Током историје, албански језик је усвајао речи из низа страних језика: латинског, словенских језика, турског, старогрчког, италијанског и других језика. Албански језик је у далекој вези са словенским и балтичким језицима.
Претпоставља се да њиме говори око 5,4 милиона људи, од тога 3 милиона у Албанији, а остали су на Косову и Метохији (аутономна покрајина на југу Србије), у Северној Македонији, Црној Гори, северозападној Грчкој, јужној Италији (емиграција из 15. века) и дијаспори.
Албански језик има два дијалекта: дијалекат Гега, северно од реке Шкумбе, и дијалекат Тоска, јужно од ове реке. Дијалект Тоске је званични језик Албаније. На Косову и Метохији се све до 1972. године као књижевни албански језик користио дијалекат Гега. Њиме су штампане књиге, новине, учио се званично у школи. Те године је у Приштини одржан скуп албанских лингвиста из Албаније и са Косова и Метохије на коме је договорено да се албански књижевни језик унифицира. Од тада је и на Косову и Метохији службени и књижевни језик дијалекат Тоска, као што је у Албанији. Албански језик има многе заједничке особине са другим језицима Балкана (види: Балканска језичка заједница).
Језик се први пут спомиње у дубровачком документу из 1284. године. Стандард за писани албански језик је усвојен 1908. године и заснива се на латиничном алфабету.

## Карактеристике
Албански језик има 7 самогласника и 29 сугласника. Геге дијалект има назалне самогласнике којих нема у тоске дијалекту. Нагласак је углавном на претпоследњем слогу.
Именице се деле у 3 рода (мушки, женски и неутрални) и 2 броја (једнина и множина). Постоје 4 деклинације и 6 падежа (номинатив, генитив, датив, акузатив, вокатив и аблатив).
Члан се може налазити пре или после именице, као у румунском, бугарском или македонском (буг. планина - планината, алб. mal-mali).

## Пример текста
Члан 1 Универзалне декларације о људским правима
.
- - здраво

## Географска дистрибуција
Овај језик говори око 6 милиона људи на Балкану, првенствено у Албанији, Северној Македонији, Србији (углавном на Косову и Метохији), Црној Гори и Грчкој. Међутим, због старих заједница у Италији и велике албанске дијаспоре, укупан број говорника широм света је много већи него у јужној Европи и износи око 7,5 милиона.

### Европа
Албански језик је службени језик Албаније и козваничан у Северној Македонији и Црној Гори. Албански је признати мањински језик у Хрватској, Италији, Румунији и Србији. Албански језик говори и мањина у Грчкој, посебно у регионалним јединицама Теспротија и Превеза и у неколико села у регионалним јединицама Јанина и Флорина у Грчкој. Њиме говори и 450.000 албанских имиграната у Грчкој.
Албански је трећи најчешћи матерњи језик међу страним становницима у Италији. То је због значајне имиграције Албанаца у Италију. Италија има историјску албанску мањину од око 500.000, раштркану по јужној Италији, познату као Арбереши. Отприлике милион Албанаца са Косова је расуто по Немачкој, Швајцарској и Аустрији. То су углавном имигранти са Косова који су мигрирали током 1990-их. У Швајцарској, албански језик је шести језик по броју говора са 176.293 изворних говорника.
Албански је постао званични језик у Северној Македонији 15. јануара 2019. године.

## Лингвистички афинитети
Албански се сматра изолатом у оквиру индоевропске језичке породице; ниједан други језик није у потпуности везан за његову грану. Једини остали језици који су преживели чланови огранка индоевропског су јерменски и грчки.
Албански језик је део индоевропске језичке групе и сматра се да је еволуирао из једног од палеобалканских језика антике, иако је још увек неизвесно који тачно палеобалкански језик представља претка албанског језика, или где је у јужној Европи живело то становништво. Уопштено говорећи, нема довољно доказа да се албански повеже са једним од тих језика, било да је то неки од илирских језика или трачки и дачки. Међу овим могућностима, илирски се обично сматра највероватнијим, иако недовољно доказа још увек замагљује дискусију.
Иако албански дели лексичке изоглосе са грчким, германским и у мањој мери балтословенским, речник албанског језика је прилично различит. Године 1995. Тејлор, Ринге и Варнов, користећи квантитативне лингвистичке технике, открили су да изгледа да албански чини „подгрупу са германским“. Међутим, они су тврдили да је ова чињеница једва значајна, пошто је албански изгубио велики део свог оригиналног речника и морфологије, тако да ова „очигледно блиска веза са германским почива на само неколико лексичких сродних речи – једва да има било каквих доказа“.

## Поређење албанског са другим језицима
| Албански                  | muaj/muaji                | i ri/ e re                | nënë / nëna               | motër / motra             | natë / nata               | hundë/ hunda              | tre                       | i zi / e zezë             | i kuq/ e kuq              | i verdhë/ e verdhë        | i blertë / i gjelbër      | ujk / ujku                |
| Други Индоевропски језици | Други Индоевропски језици | Други Индоевропски језици | Други Индоевропски језици | Други Индоевропски језици | Други Индоевропски језици | Други Индоевропски језици | Други Индоевропски језици | Други Индоевропски језици | Други Индоевропски језици | Други Индоевропски језици | Други Индоевропски језици | Други Индоевропски језици |
| ------------------------- | ------------------------- | ------------------------- | ------------------------- | ------------------------- | ------------------------- | ------------------------- | ------------------------- | ------------------------- | ------------------------- | ------------------------- | ------------------------- | ------------------------- |
| српски                    | месец                     | нов                       | мајка                     | сестра                    | ноћ                       | нос                       | три                       | црно                      | црвено                    | жуто                      | зелено                    | вук                       |
| енглески                  | month                     | new                       | mother                    | sister                    | night                     | nose                      | three                     | black                     | red                       | yellow                    | green                     | wolf                      |
| латински                  | mēnsis                    | novus                     | māter                     | soror                     | nox                       | nasus                     | trēs                      | āter, niger               | ruber                     | flāvus, gilvus            | viridis                   | lupus                     |
| италијански               | mese                      | nuovo                     | madre                     | sorella                   | notte                     | naso                      | tre                       | nero                      | rosso                     | giallo                    | verde                     | lupo                      |
| немачки                   | Monat                     | neu                       | Mutter                    | Schwester                 | Nacht                     | Nase                      | drei                      | schwarz                   | rot                       | gelb                      | grün                      | Wolf                      |
| португалски               | mês                       | novo                      | mãe                       | irmã                      | noite                     | nariz                     | três                      | negro                     | vermelho                  | amarelo                   | verde                     | lobo                      |
| шпански                   | mes                       | nuevo                     | madre                     | hermana                   | noche                     | nariz                     | tres                      | negro                     | rojo                      | amarillo                  | verde                     | lobo                      |
| румунски                  | luna                      | nou/noi                   | mamă                      | soră                      | noapte                    | nas                       | trei                      | negru                     | roşu                      | galben                    | verde                     | lup                       |
| велшки                    | mis                       | newydd                    | mam                       | chwaer                    | nos                       | trwyn                     | tri                       | du (/di/)                 | coch, rhudd               | melyn                     | gwyrdd, glas              | blaidd                    |
| пољски                    | miesiąc                   | nowy                      | matka                     | siostra                   | noc                       | nos                       | trzy                      | czarny                    | czerwony                  | żółty                     | zielony                   | wilk                      |
| руски                     | месяц                     | новый                     | мать                      | сестра                    | ночь                      | нос                       | три                       | чёрный                    | красный                   | жёлтый                    | зелёный                   | волк                      |
| литвански                 | mėnuo                     | naujas                    | motina                    | sesuo                     | naktis                    | nosis                     | trys                      | juoda                     | raudona                   | geltona                   | žalias                    | vilkas                    |
| бугарски                  | месец mesec               | нов nov                   | майка maika               | сестра sestra             | нощ nošt                  | нос nos                   | три tri                   | черен čeren               | червен červen             | жълт žălt                 | зелен zelen               | вълк vălk                 |